# Distrikt Llamellín
Der Distrikt Llamellín liegt in der Provinz Antonio Raymondi in der Region Ancash in West-Peru. Der Distrikt besitzt eine Fläche von 96 km². Beim Zensus 2017 wurden 3457 Einwohner gezählt. Im Jahr 1993 lag die Einwohnerzahl bei 4382, im Jahr 2007 bei 3849. Die Distriktverwaltung befindet sich in der 3384 m hoch gelegenen Provinzhauptstadt Llamellín mit 1888 Einwohnern (Stand 2017).

## Geographische Lage
Der Distrikt Llamellín liegt östlich der Cordillera Blanca im Nordosten der Provinz Antonio Raymondi. Er erstreckt sich entlang dem Westufer der Flüsse Río Puchca und Río Marañón.
Der Distrikt Llamellín grenzt im Süden an den Distrikt Chingas, im Westen an den Distrikt Mirgas, im Nordwesten an den Distrikt Chaccho, im Nordosten an den Distrikt Huacaybamba sowie im südlichen Osten an den Distrikt Paucas (die beiden letztgenannten Distrikte gehören zur Provinz Huacaybamba).